# Chloroceryle amazona
Il martin pescatore amazzonico (Chloroceryle amazona (Latham, 1790)) è un uccello coraciiforme della famiglia degli Alcedinidae tipico dell'econozona neotropicale.

## Descrizione
Il peso si aggira tra i 132,5 g della femmina e i 115,5 g del maschio.
Il becco nero con un po' di giallo alla base della mandibola, presenta:
- una larghezza di 1,15 cm nella femmina e 1,17 cm nel maschio
- uno spessore compreso tra gli 1,52 cm della femmina e gli 1,53 cm del maschio
- il culmen lungo tra i 7 cm  nella femmina e i 6,88 cm nel maschio
- una distanza tra le narici e la punta compresa tra i 5,58 cm nella femmina e i 5,94 cm nel maschio

La coda ha una lunghezza compresa tra i 7,5 cm del maschio e gli 8 cm della femmina, mentre l'ala misura intorno ai 13 cm.
Nei maschi adulti le parti superiori sono di colore verde-bronzo scuro separate da un collare bianco. Di colore bianco sono anche il mento e la gola, mentre il petto è di colore rossiccio che sfuma al verde scuro sui lati (negli esemplari giovani risulta invece di colore giallo-marrone). L'addome è di colore bianco con strisce verde scuro sui lati.
La femmina adulta è simile al maschio, ma il petto è verde scuro invece che rossiccio.
In entrambi i sessi le zampe e i piedi risultano di colore grigio scuro.

## Biologia

### Comportamento
Si tratta di una specie stanziale, terrestre e diurna.

### Alimentazione
Il martin pescatore amazzonico è una specie carnivora la cui dieta è composta principalmente da pesci, specialmente quelli della famiglia dei Characidae, e crostacei che cattura lanciandosi in acqua dal posatoio.

### Riproduzione
La stagione riproduttiva varia geograficamente, coprendo principalmente la prima parte dell'anno nell'America centrale. Studi approfonditi su altre zone comprese nell'areale non esistono al momento.
Entrambi i genitori partecipano alla costruzione del nido costituito da una piccola cavità inclinata, scavata nell'argine di un fiume, che può raggiungere gli 1,6 m (5,2 ft) di lunghezza, con una camera di nidificazione alla fine.
Raggiungono la maturità sessuale intorno agli 1,7 anni e depongono tra le 3 e le 4 uova per covata che possono arrivare a pesare intorno agli 11,4 g.  Si riproduce una volta sola l'anno e il periodo d'incubazione è di 22 giorni.
Gli adulti possono arrivare a sopravvivere sino a 10 anni, ma mediamente raggiungono i 4,2 anni, con un tasso di sopravvivenza annuale pari allo 0,78%.

## Distribuzione e habitat

### Areale
L'areale della specie si estende tra: Argentina, Aruba, Belize, Bolivia, Brasile, Colombia, Costa Rica, Ecuador, El Salvador, Guyana Francese, Guatemala, Guyana, Honduras, Messico (Sinaloa e Tamaulipas), Nicaragua, Panama, Paraguay, Perù, Suriname, Trinidad e Tobago, Uruguay e Venezuela.
Con un'estensione di circa 23 milioni di chilometri quadrati fino a 2.500 m sul livello del mare, anche se predilige le aree al di sotto dei 1.200 m.

### Habitat
Predilige gli spazi aperti in prossimità di fiumi rispetto alla boscaglia fitta, ma lo si può trovare anche sulle coste boscate di laghi e lagune - sia d'acqua dolce che salata -, foreste tropicali e subtropicali di mangrovie, nonché in prossimità degli estuari dei fiumi.

## Conservazione
La Lista Rossa IUCN classifica il Chloroceryle amazona come specie a rischio minimo (Least concerned) con una popolazione che si aggira tra i 500.000 e i 5 milioni di esemplari adulti che però risulta in declino (dati 2019).